# كونروي بلاك
كونروي بلاك (بالإنجليزية: Conroy Black)‏ هو لاعب كرة قدم أمريكية أمريكي، ولد في 31 أكتوبر 1988 في ميرامار في الولايات المتحدة.